# Olga Velichko
Pour les articles homonymes, voir Velichko.
Olga Velichko, née le 20 novembre 1965 est une escrimeuse russe, pratiquant le fleuret.

## Biographie
Elle participe aux Jeux olympiques en 1992 (pour l'Équipe unifiée), obtenant une dixième place en individuelle et une quatrième en équipe, et en 1996, seizième en individuelle et sixième avec la Russie dans la compétition par équipes. 
Mariée à Anvar Ibragimov, champion olympique de fleuret par équipe en 1988, c'est la mère de Kamil Ibragimov, qui pratique également l'escrime, dans la spécialité du sabre.

## Palmarès
- Coupe du monde d'escrime
  -  Médaille de bronze au tournoi d'escrime de Marseille 1992